# КК Сплит
КК Сплит је хрватски кошаркашки клуб из Сплита. Тренутно се такмичи у Првенству Хрватске и у Јадранској лиги. Сплит своје утакмице као домаћин игра у дворани на Грипама, капацитета 3.500 места.
КК Сплит је троструки победник Купа европских шампиона и двоструки освајач Купа Радивоја Кораћа. Освојио је укупно 7 националних првенстава (6 у СФРЈ и једну у самосталној Хрватској) и 10 националних купова (по пет у СФРЈ и Хрватској).
Клуб је највеће успехе постизао под именом КК Југопластика, по фирми која је била дугогодишњи спонзор.

## Успеси

### Национални
- Прва лига Југославије:
  - Првак (6): 1971, 1977, 1988, 1989, 1990, 1991.
  - Вицепрвак (6): 1972, 1974, 1975, 1976, 1979, 1980.

- Прва лига Хрватске:
  - Првак (1): 2003.
  - Вицепрвак (10): 1993, 1994, 1996, 1997, 2001, 2008, 2021, 2023, 2024, 2025.

- Куп Југославије:
  - Победник (5): 1972, 1974, 1977, 1990, 1991.
  - Финалиста (5): 1970, 1975, 1985, 1988, 1989.

- Куп Крешимира Ћосића:
  - Победник (6): 1992, 1993, 1994, 1997, 2004, 2025.
  - Финалиста (3): 1996, 1999, 2021.

### Међународни
- Куп европских шампиона:
  - Победник (3): 1989, 1990, 1991.
  - Финалиста (1): 1972.

- Куп победника купова:
  - Финалиста (1): 1973.

- Куп Радивоја Кораћа:
  - Победник (2): 1976, 1977.

- Трипла круна (2): 1990, 1991.

## Учинак у претходним сезонама
| Сез.     | Првенство Хрватске | Куп Хрватске  | Регионално такмичење             | Европско такмичење |
| -------- | ------------------ | ------------- | -------------------------------- | ------------------ |
| 2011/12. | Полуфинале ПО      | Полуфинале    | —                                | —                  |
| 2012/13. | 6. место           | Полуфинале    | Јадранска лига — 14. место       | —                  |
| 2013/14. | 10. место          | —             | —                                | —                  |
| 2014/15. | 13. место          | —             | —                                | —                  |
| 2015/16. | 6. место           | Четвртфинале  | —                                | —                  |
| 2016/17. | Полуфинале ПО      | Четвртфинале  | —                                | —                  |
| 2017/18. | Полуфинале ПО      | Осмина финала | Друга Јадранска лига — 8. место  | —                  |
| 2018/19. | Полуфинале ПО      | Четвртфинале  | Друга Јадранска лига — 8. место  | —                  |
| 2019/20. | прекинуто          | Полуфинале    | Друга Јадранска лига (прекинуто) | —                  |
| 2020/21. | Вицепрвак          | Финалиста     | Јадранска лига — 13. место       | —                  |
| 2021/22. | Полуфинале ПО      | Полуфинале    | Јадранска лига — 13. место       | —                  |
| 2022/23. | Вицепрвак          | Осмина финала | Јадранска лига — 10. место       | —                  |
| 2023/24. | Вицепрвак          | Четвртфинале  | Јадранска лига — 9. место        | —                  |
| 2024/25. | Вицепрвак          | Победник      | Јадранска лига — 13. место       | —                  |

## Имена клуба кроз историју
| Година     | Клуб (насеље)     |
| ---------- | ----------------- |
| 1945—1948. | КК Хајдук (Сплит) |
| 1949—данас | КК Сплит (Сплит)  |

Сва имена клуба које је носио због спонзорских разлога:
| Година                | Клуб спонзор (насеље)               |
| --------------------- | ----------------------------------- |
| 1967—1990.            | КК Сплит Југопластика (Сплит)       |
| 1990—1991.            | КК Сплит ПОП 84 (Сплит)             |
| 1991—1993.            | КК Сплит Слободна Далмација (Сплит) |
| 1993—1997, 1999—2015. | КК Сплит Кроација осигурање (Сплит) |

## Познатији играчи
| - Петер Вилфан - Никола Вујчић - Душко Ивановић - Жељко Јерков - Дује Крстуловић - Тони Кукоч - Петар Наумоски - Дино Рађа - Зоран Савић |  | - Зоран Сретеновић - Лука Павићевић - Велимир Перасовић - Жељко Пољак - Петар Сканси - Жан Табак - Ратомир Тврдић - Роко Укић - Дамир Шолман |

## Познатији тренери
- Срђан Калембер
- Божидар Маљковић
- Петар Сканси
- Зоран Славнић
- Крешимир Ћосић